# Mbam jezici
Mbam jezici (privatni kod: mbam), jezici južnobantoidne skupine benue-kongoanskih jezika, koji se govore na području Kameruna. Sastoji se od nekoliko užih podskupina koje obuhvaćaju 13 jezika, viz.: 
a. Sanaga (A.60) (2): leti, tuki,
b. Zapadni (A.40) Mbam (4): bati, nomaande, tuotomb, yambeta,
c. Zapadni (A.60) Mbam (1): tunen,
d. Yambasa (A.60) (6): elip, mbule, mmaala,  nubaca, nugunu, yangben.
Ne smiju se brkati s jezicima mbam-nkam.

## Vanjske poveznice
- Ethnologue (14th)
- Ethnologue (15th)